# Saul (poème)
Pour les articles homonymes, voir Saül (homonymie).
Saul est un poème de 342 vers organisés en distique (couplets), de Robert Browning, publié pour la première fois en 1855, dans le recueil de poèmes en deux volumes, Men and Women (1855, révisé en 1863).